# 腎機能障害
腎機能障害（じんきのうしょうがい）とは、腎臓に疾病・外傷等で何らかの異常が生じ、腎臓としての機能に障害が出た状態を言う。

## 主な腎疾患

### 糸球体腎炎
- 急性糸球体腎炎
- 慢性糸球体腎炎

### 腎盂炎
- 急性腎盂腎炎
- 慢性腎盂腎炎

### 腎硬化症
- 良性腎硬化症
- 悪性腎硬化症

### その他
- ネフローゼ症候群